# Námořní důstojník
Námořní důstojník je souhrnný výraz pro celou škálu hodnostních stupňů v námořnictvech jednotlivých států. Je nutno rozlišovat mezi hodností a funkcí.

## Historické postavení
Na starých plachetních lodích ke konci 18. století se rozuměla pod výrazem lodní důstojníci jen část důstojníků námořnictva. Tehdy se posádky lodí dělily všeobecně na vyšší důstojníky, palubní důstojníky a mužstvo. K vyšším důstojníkům patřili tehdy vlajkoví důstojníci, námořní důstojníci či vlastní lodní důstojníci a důstojníci námořního vojska či námořní pěchoty. Vlajkovými důstojníky byli admirálové mající právo na vlastní vlajku. Podle stupňů to byli: admirál, viceadmirál, kontradmirál. Nezvyklý název měl (a má ještě i dnes) kontradmirál v nizozemském námořnictvu. Jmenuje se schout-bij-nacht, což znamená asi tolik jako rychtář pro noc či v noci. Tento titul pochází od dávné povinnosti, ukládané v nizozemském loďstvu některému z vyšších důstojníků, a sice bdít nad loďstvem především v noci.

## Vysocí důstojníci
Admirál velel (velí i dnes) obyčejně loďstvu, viceadmirál velel (velí) podle okolnosti buď loďstvu nebo jen jednomu lodnímu svazu a kontradmirál lodnímu svazu nebo eskadře. Pak následoval komodor, jímž byl jeden z nejstarších lodních kapitánů, určený aby velel nějakému lodnímu svazu po čas určité bojové akce. Jeho odznakem byl v Anglii rudý plamenec, v ostatních námořnictvech dvojplamenec vztyčovaný na vrcholu hlavního stěžně. Je třeba zmínit se ještě o funkci vlajkového kapitána. Touto funkcí byl pověřován obyčejně jeden z lodních kapitánů, dobrých odborníků, bez ohledu na pořadí či stáří. Byl jakýmsi pobočníkem admirála a sloužil na jeho vlajkové lodi. Jeho úkolem bylo předávat rozkazy admirála, velitele loďstva, ostatním lodím, příslušnými signály. Nesmí se zaměňovat s funkcí kapitána vlajkové lodi.[zdroj⁠?!] Posledně jmenovaní důstojníci komodor a vlajkový kapitán nepatřili mezi vlajkové důstojníky.

## Vyšší důstojníci
Vyššími důstojníky byli: lodní kapitán – velitel lodi. Na větších lodích býval i druhý kapitán – zástupce velitele lodi. Posádku měl na starost první důstojník. Následovali pak námořní poručíci. V některých námořnictvech se vyskytovaly i hodnosti nadporučíků a podporučíků. Námořní poručíci se lišili jen služebním stářím. Nejstarší se nazýval prvním poručíkem a zastupoval lodního kapitána v jeho nepřítomnosti. Ostatní poručíci vykonávali po řadě strážní nebo hlídkovou službu, počet poručíků nebyl stálý. Obyčejně jich bylo 4 nebo 5. Pro baterijní palubu byli obyčejně dva a pro zadní palubu a paloubku po jednom. Na tehdejších válečných lodích konalo službu také námořní vojsko či tzv. námořní pěchota. Bylo to buď vojsko speciální jako např. v Anglii nebo normální pozemní vojsko odvelené do služby na lodích. Jeho počet se rovnal asi 1/3 až 1/4 posádky lodi. Jejich velitelem na lodi byl poručík námořní pěchoty. Na některých lodích byl důstojníkem-poručíkem, také vrchní konstábl mající na starosti vše co souviselo s dělostřelectvem. Za boje však lodnímu dělostřelectvu nevelel. Jeho funkci by bylo možno srovnat asi s dnešním zbrojním důstojníkem až na to, že konstábl měl povinnost cvičit mužstvo v obsluze děl.

## Další důstojníci
Důstojnickou hodnost měl na lodích obyčejně také první sekretář, zastupující na lodí místo auditora pozemního vojska, a lodní lékař mající hodnost plukovního lékaře pozemní armády. Poslední kategorie, která byla počítána ještě mezi vyšší důstojníky, byli námořní či lodní kadeti. Byli to mladí lidé obyčejně z vážených rodin, sloužící dobrovolně na lodích a cvičící se ve všech znalostech potřebných pro službu na moři a k zastávání míst námořních důstojníků. Kdo se chtěl stát námořním důstojníkem, musel sloužit jako námořní kadet a složit zkoušku.

## Poddůstojníci
Poddůstojníci se na tehdejších lodích nazývali palubními důstojníky. Tento výraz se nesmí zaměňovat s dnešními palubními důstojníky, kteří jsou skutečnými námořními důstojníky. Prvním a nejdůležitějším palubním důstojníkem byl nálodní a jeho zástupcem byl druhý nálodní. Po nich následoval vrchní kormidelník, který míval někdy hodnost lodního poručíka. Dalším palubním důstojníkem byl loďmistr (= botsman) či plavecký, dále podnálodní, zásobárník, střídaři, písař či druhý sekretář, druhý lékař či ranhojič, lodní duchovní, správce kajut, profous, lodní tesař, kovář (zámečník), plachtař, kuchař a bednář. V dnešních vojenských námořnictvech se rozeznávají vlastní námořní důstojníci, důstojníci inženýři, zdravotničtí důstojníci, správní důstojníci a zbrojní důstojníci. Námořní důstojníci mají všeobecně ve všech státech tyto stupně: velkoadmirál a admirál, viceadmirál či místoadmirál, kontradmirál příp. komodor, kapitán řadové lodi, fregatní kapitán, korvetní kapitán, kapitán-poručík, námořní nadporučík a námořní poručík.

## Současnost
Na současných námořních obchodních lodích se dělí velitelský sbor na vyšší důstojníky, k nimž patří velitel lodi, první palubní důstojník, první strojní důstojník, lodní hospodář, lodní lékař, a ostatní důstojníky, k nimž patří druhý palubní důstojník, třetí palubní důstojník, první důstojník radiotelegrafista, druhý důstojník radiotelegrafista, druhý strojní důstojník, třetí strojní důstojník, čtvrtý strojní důstojník, důstojník elektromechanik, případně námořní poručík. Po nich následují kadeti: palubní, radiotelegrafista, strojní, elektromechanik.